# Pachycerus
Pachycerus — род долгоносиков из подсемейства Lixinae.

## Описание
Переднеспинка параллельносторонняя с более или менее развитым срединным, обычно тонким килем. Наибольшая ширина надкрылий у плеч, они с большими, слабо ограниченными боковыми тёмными пятнами.

## Виды
Некоторые виды:
- Pachycerus borrae F. Solari, 1950
- Pachycerus madidus (Olivier, 1807)
- Pachycerus maritimus Hustache, 1926
- Pachycerus planirostris (Boheman, 1829)
- Pachycerus segnis (Germar, 1824)